# Нафталин
Нафталинът (също наричан нафтален) е органично съединение с химична формула C
10H
8. Това е най-простият полицикличен ароматен въглеводород. Представлява бяло кристално твърдо вещество със специфична миризма, която може да се усети при концентрации над 0,08 ppm. Бидейки ароматен въглеводород, структурата на нафталина е съставена от съединена двойка бензенови пръстени. Най-известното му приложение е като основна съставка в гранулите против молци.

## История
В началото на 1820-те години два отделни доклада описват бяло твърдо вещество с остра миризма, което е получено чрез дестилация на каменовъглена смола. През 1821 г. Джон Кид цитира тези два доклада, след което описва много от свойствата на това вещество, както и начини за получаването му. Той предлага името нафталин, тъй като го получава от вид нафта (термин, който по това време обхваща всяка летлива, запалима течна въглеводородна смес). Открит е от А. Гардън през декември 1819 г. Формулата на нафталина е определена от Майкъл Фарадей през 1826 г. Структурата на два съединени бензенови пръстена е предложена от Емил Ерленмайер през 1866 г. и е потвърдена три години по-късно от Карл Гребе.

## Физични свойства
Нафталиновата молекула може да се разглежда като чифт свързани бензенови пръстени. Нафталинът се класифицира като бензеноиден полицикличен ароматен въглеводород. Осемте въглеродни атома, които не свързват двата пръстена, носят по един водороден атом всеки.

### Молекулна геометрия
Молекулата е планарна като бензена. За разлика от него, обаче, връзките между въглеродите в нафталина не са с еднаква дължина. Връзките C1−C2, C3−C4, C5−C6 и C7−C8 са с дължина около 1,37 Å (137 pm), докато другите връзки въглерод-въглерод са с дължина около 1,42 Å (142 pm). Тази разлика, установена чрез рентгенова кристалография, е в съответствие с теорията на валентните връзки.
Молекулата има двустранна симетрия както по дължина на равнината на споделена въглеродна връзка, така и по дължина на равнината, която разполовява връзките C2-C3 и C6-C7, и по дължина на равнината на въглеродните атоми. Следователно съществуват два набора от еквивалентни водородни атоми: алфа-позициите 1, 4, 5 и 8 и бета-позициите 2,3,6 и 7. Това предполага наличието на два изомера.

### Електропроводимост
Чистият кристален нафталин е умерен изолатор при стайна температура, а съпротивлението му е около 1012 Ω·m. Съпротивлението намалява повече от хилядократно при достигане на точката на топене – 4 × 108 Ω·m. Както в течно, така и в твърдо състояние, съпротивлението зависи от температурата чрез връзката ρ = ρ0 exp(E/(k T)), където ρ0 (Ω·m) и E (eV) са константи, k е константата на Болцман (8,617×10−5 eV/K), а T е абсолютната температура (K). Параметърът E е 0,73 в твърдо състояние. Въпреки това, в твърдо състояние се наблюдава полупроводниково поведение при температура под 100 K.

## Химични свойства
В електрофилните ароматни реакции на заместване нафталинът реагира по-лесно от бензена. Така например хлорирането и бромирането на нафталин протичат без катализатор; получават се съответно 1-хлоронафталин и 1-бромонафталин. Нафталинът лесно се алкилира чрез взаимодействие с алкени или алкохоли, при което се използва сярна или фосфорна киселина за катализатор. Що се отнася до региоселективността, електрофилите атакуват алфа-позицията. Предимството на алфа-позицията пред бета-позицията се обяснява чрез резонанса на структурите на посредника: при алфа-заместването посредникът има седем резонансни структури, четири от които запазват ароматен пръстен. При бета-заместването посредникът има шест резонансни структури, само две от които са ароматни. 
Сулфонирането до 1- и 2-сулфонова киселина може да се осъществи веднага:
H
2SO
4 + C
10H
8 → C
10H
7−SO
3H + H
2O
С алкални метали нефаталинът образува соли, например натриев нафталенид Na+ C10H−
8, чийто анион им придава тъмносин или тъмнозелен цвят. Тези соли са силни редуктори.
Нафталинът може да се хидрогенира под високо налягане в присъствието на метални катализатори, при което се получава 1,2,3,4-тетрахидронафталин (C
10H
12), наричан за по-кратко тетралин. По-нататъшното хидрогениране образува декахидронафталин, наричан още декалин (C
10H
18).
Окислението с молекулен кислород O
2 с катализатор ванадиев пентаоксид поражда фталов анхидрид:
2 C10H8 + 9 O2 → 2 C6H4(CO)2O + 4 CO2 + 4 H2O.
Тази реакция е основният промишлен метод за произвеждане на фталов анхидрид.

## Добиване
По-голямата част от нафталина се получава от каменовъглен катран. От 60-те до 90-те години на XX век големи количества нафталин се получават от рафинирането на петрол, но днес така се произвежда само малка част от нафталина по света.
Нафталинът е главната съставка на каменовъгления катран. Макар съставът да варира според въглищата, от които се извлича, обикновено около 10% от теглото на каменовъгления катран е нафталин. Промишленият процес на дестилация на каменовъглен катран извлича масло със съдържание около 50% нафталин и дванайсет други ароматни съединения. Това масло, след като се промие с воден разтвор на натриев хидроксид за премахване на киселинните съставки (главно феноли) и със сярна киселина за премахване на алкалните съставки, се подлага на фракционна дестилация с цел изолиране на нафталина. Суровият нафталин, получен чрез този процес, представлява 95% от теглото на суровината. Основните примеси са бензотиофен (< 2%), индан (0,2%), инден (< 2%) и метилнафталин (< 2%). Нафталинът, получен от петрол, обикновено е по-чист от този, получен от каменовъглен катран. При нужда суровият нафталин може допълнително да се пречисти чрез прекристализиране от различни разтворители. Годишно се произвеждат около 1,3 милиона тона нафталин.

### Други източници
Освен в каменовъгления катран, нафталинът се среща в малки количества в магнолията, в някои видове елени, както и у термитите Coptotermes formosanus, които го произвеждат като начин за отблъскване на мравки и червеи. Някои щамове на ендофитната гъба Muscodor albus произвеждат нафталин като част от широка гама летливи органични съединения, докато Muscodor vitigenus произвежда почти единствено нафталин.

### В междузвездната среда
Нафталин понякога се регистрира в междузвездната среда по посока на звездата Cernis 52 в съзвездието Персей. Над 20% от въглерода във вселената може да е свързан с полиароматни въглеводороди, включително нафталин.
Протонираните катиони на нафталина (C
10H+
9) са източник на част от спектъра на неидентифицираните инфрачервени емисии. Протонираният нафталин се различава от неутралния по това, че има допълнителен водороден атом.

## Употреба
Нафталинът се използва главно като прекурсор на други химикали. Най-голямата му употреба е при производството на фталов анхидрид, макар повече фталов анхидрид да се добива от о-ксилен. От нафталин се произвеждат и инсектициди.
Много нафталинсулфонови киселини и сулфонати също са полезни като повърхностно активни вещества. Други стоят в основата на приготвянето на много изкуствени багрилни вещества. Хидрогенираните нафталини тетрахидронафталин (тетралин) и декахидронафталин (декалин) се използват като слабо летливи разтворители.
Нафталинсулфоновите киселини се използват за производството на полимерни пластификатори, които служат за произвеждане на бетон и гипсокартон. Използват се като дисперсанти в изкуствени и естествени гуми, в оловно-киселинните батерии и като агенти за щавене.
В лабораторни условия, разтопеният нафталин представлява отлична разтваряща среда за слабо разтворими ароматни съединения.
В бита, нафталинът се използва като дезинфекционно средство. В миналото се използва като активно вещество за борба срещу молците, но тази му употреба като цяло днес е заменена от алтернативни средства. В затворен съд с нафталинови гранули се натрупват нафталинови пари, които достигат нива, отровни както за ларвите, така и за възрастните индивиди на повечето молци, хранещи се с текстили. Използва се като общ пестицид в почвата, тавански помещения и музейни шкафове.
Освен насекоми, той може да отблъсква и опосуми.
В пиротехниката, нафталинът се използва за специални ефекти, като например за създаване на черен дим и симулирани взривове. Използва се за създаване на изкуствени пори при производството на шлифовъчни колела с висока порьозност. В миналото се прилага перорално при добитъка за убиване на паразитни червеи.

## Въздействие върху здравето
Излагането на големи дози нафталин може да нанесе щети по или да разруши червени кръвни клетки, най-вече при хора с вродена глюкозо-6-фосфатдехидрогеназна недостатъчност, от която страдат над 400 милиона души по света. При хората, в частност при децата, се развива състоянието хемолитична анемия след поглъщане на нафталинови гранули. При това се наблюдава отпадналост, загуба на апетит, неспокойство и пребледняване. Излагането на голямо количество нафталин може да доведе до световъртеж, гадене, повръщане, диария, кръв в урината и жълтеница.
Международната агенция за изучаване на рака класифицира нафталина като възможно канцерогенен за хората и животните. Установено е, че излагането на големи дози нафталин може да доведе до катаракта при хората, мишките и зайците.